# (37853) Danielbarbier
(37853) Danielbarbier est un astéroïde de la ceinture principale.

## Description
(37853) Danielbarbier est un astéroïde de la ceinture principale. Il fut découvert le 27 février 1998 à La Silla par Eric Walter Elst. Il présente une orbite caractérisée par un demi-grand axe de 2,44 UA, une excentricité de 0,17 et une inclinaison de 3,3° par rapport à l'écliptique.